# Худяков Юрій Федорович
Ю́рій Фе́дорович Худяко́в — радянський і український  архітектор. Заслужений архітектор УРСР. Народний архітектор України (2004). Віце-президент Національної спілки архітекторів України (1990—2009); член-кореспондент Академії архітектури України.

## Життєпис
1958 року закінчив Київський інженерно-будівельний інститут, архітектурний факультет. Протягом 1958—1959 років працював у Донецькому філіалі інституту «Діпромісто». З грудня 1959 по серпень 1990 років — у центральному інституті «Діпромісто». З 1979 року керував майстернею № 2.
У 2009—2012 роках викладав у Київському національному університеті культури і мистецтв.
Є автором проєктів житлових та громадських споруд, містобудівних проєктів: у Дніпрі, Євпаторії, Калуші, Києві, Кропивницькому, Вараші, Миколаєві, Рівному, Хмельницькому, інших містах.
Брав часть, призер архітектурних і містобудівних конкурсів. Співрозробник законопроєктів, норм проєктування, проєктів постанов уряду.
Є автором проєктів генпланів та забудови міст Калуша і Рівного,
- спортивного комплексу «Метеор» у Дніпрі,
- Кіровоградського музично-драматичного театру.